# 従軍慰安婦 (1974年の映画)
『従軍慰安婦』（じゅうぐんいあんふ）は、1974年の日本映画。原作は千田夏光の『従軍慰安婦 声なき声 八万人の告発』。
2015年時点では現存するプリントがなかったため上映ができなかったが、製作会社の東映では新たにプリントを起こす予定もDVD化の予定もないとのことであった。2017年にシネマヴェーラ渋谷が私費でプリントを行い、8月20日に上映された。当日は主演の中島ゆたかによるトークショーも実施された。

## あらすじ
昭和12年に、北九州の貧村の娘である、秋子、道子、ユキ、梅子らは、家のために1,000円で買い集められた。秋子の恋人である正夫が北支へ出征することになったが、ひろ子の取計いで2人は会うことができた。昭和13年、彼女達は九江に行った。その中には朝鮮人の金子もいた。慰安所で多くの兵隊の相手をして、梅子、道子、ひろ子は数日で前借金を返済してしまう程だったが、兵隊や国の為に居残ることにした。慰安婦は更に前線に送られ、そこで秋子は正夫と再会し、2人は激しく燃えた。しかし、中国軍の激しい攻撃を受けて、正夫が撃たれ、正夫にしがみついた秋子も殺されてしまった。

## キャスト
- 中島ゆたか ：秋子
- 叶優子 ：道子
- 三原葉子 ：ひろ子
- 緑魔子 ：ふさ
- 森みつ子 ：梅子
- 内藤杏子 ：ユキ
- 沢リミ子 ：金子
- 松村美恵子 ：兼子
- 小林千枝 ：松子
- 武智豊子 ：おせい
- 根岸明美 ：くら
- 小松方正 ：金山
- 達純一 ：  天田正夫
- 室田日出男 ：下館伍長
- 由利徹 ：丸国軍医
- たこ八郎 ：砂山衛生兵
- 中田博久 ：熊本上等兵
- 菅野直行 ：深町二等兵
- 関山耕司 ：剛田大尉
- 佐藤晟也 ：黒松中尉
- 大泉滉 ：ユキの客
- 久地明 ：下士官
- 清水照夫 ：伍長
- 小林稔侍 ：斬りこみ隊長
- 戸浦六宏 ：山上中尉
- 土山登士幸 ：兵隊
- 沢田浩二 ：兵隊
- 高月忠 ：上等兵
- 木川哲也 ：巡察将校
- 小甲登枝恵 ：ふさの母
- 伊達弘 ：九江の上等兵
- 高島志敏 ：九江の兵隊
- 亀山達也 ：徐州の兵隊
- 溝口久男 ：徐州の兵隊
- 竹村清女 ：娼婦
- 章文栄：娼婦

## スタッフ
- 監督：鷹森立一
- 脚本：石井輝男
- 原作：千田夏光『従軍慰安婦 声なき声 八万人の告発』
- 企画：太田浩児
- 撮影：飯村雅彦
- 美術：前田博
- 音楽：津島利章
- 録音：内田陽造
- 照明：大野忠三郎
- 編集：田中修
- 助監督：澤井信一郎
- スチール：藤井善男